# کجا هستی عشق من؟
«کجا هستی عشق من؟» (به اسپانیایی: ¿Dónde Estás Corazón?) ترانه ای از خواننده و ترانه‌سرا کلمبیایی شکیرا است که از سومین آلبوم استودیویی وی پابرهنهگرفته شده‌است. این ترانه در سال ۱۹۹۶ توسط سونی موزیک و کلمبیا رکوردز به عنوان دومین تک آهنگ این آلبوم منتشر شد. شکیرا و لویس فرناندو اخوا در سال ۱۹۹۷ برای این ترانه جایزه انجمن آهنگسازان، پدیدآوران و ناشران آمریکا را با عنوان بهترین آهنگ پاپ/معاصر سال به دست آوردند. این آهنگ در کلمبیا بیش از ۱۵۰۰۰ نسخه فروش کرد. 

## پیشینه
در سال ۱۹۹۰، شکیرا سیزده ساله با سونی میوزیک قرارداد ضبط صدا را امضا کرد و اولین آلبوم استودیویی خود را با نام افسون در سال ۱۹۹۱ منتشر کرد، که عمدتاً شامل قطعاتی بود که وی از هشت سالگی نوشته بود. از نظر تجاری، این آلبوم با مشکل روبرو شد و تعداد کمتر از ۱۲۰۰ نسخه را در کلمبیا (که کشور بومی شکیراست) به فروش رساند. ترانه بعدی وی با نام خطر در سال ۱۹۹۳ منتشر شد و با شکست مشابهی روبرو شد. در نتیجه، شکیرا یک وقفه دو ساله در کار خود انجام داد و به او اجازه داد تحصیلات دبیرستان را به پایان برساند.
شکیرا به دنبال احیای حرفه خود، اولین آلبوم استودیویی بزرگ خود، با نام پابرهنه را در سال ۱۹۹۵ توسط سونی موزیک و کلمبیا رکوردز منتشر کرد. او با تصدی یک موقعیت برجسته در تولید آن، نویسندگی و تهیه کنندگی مشترک هر یازده قطعه موجود در این آلبوم را بر عهده داشت. به عنوان دومین تک آهنگ این آلبوم، ترانه "کجا هستی عشق من؟" توسط لویس فرناندو اخوا تولید شد.
این آهنگ در ابتدا در یک آلبوم تلفیقی به نام Nuestro Rock (رقص ما) در وطنش، کلمبیا منتشر شد. مشخص شد که این آهنگ تنها آهنگ موفق کل آلبوم است و یک میوزیک ویدئو برای این آهنگ به کارگردانی اسکار آزولا و جولیان تورس ساخته شده‌است. این به معنای دستیابی وی به موفقیت در کلمبیا بود. با توجه به موفقیت این آهنگ، سونی موزیک به وی امکان ضبط و انتشار آلبوم جدید را داد. این آهنگ در آلبوم او Pies Descalzos قرار گرفت و هنگام انتشار مجدد آن در سال ۱۹۹۶ در آمریکای لاتین، به عنوان آهنگ دوم او منتشر شد. این آهنگ در آلبوم ریمیکس‌ها (۱۹۹۷) بازسازی و در آلبوم برترین آهنگ‌ها (۲۰۰۲) پخش شد.

## موزیک ویدیوها
اولین موزیک ویدیو وی توسط اسکار آزولا و جولیان تورس کارگردانی شد. در ابتدای این ویدئو، شکیرا را در حال اجرای ترانه با تصویر سیاه و سفید نشان می‌دهد. در ادامه او را با تصویر رنگی نشان می‌دهد که در حال رقص با لباسی نقره ای رنگ است. اولین بار این ویدیو در کلمبیا به نمایش درآمد.
موزیک ویدیوی دیگری از این ترانه به کارگردانی گوستاوو گارزون صحنه‌های مختلفی از شکیرا را نشان می‌دهد که عکس‌هایی را در دست دارد، روی صندلی قرمز نشسته‌است، در زیر باران آواز می‌خواند و افراد دیگر را در صحنه‌های مختلف نشان می‌دهد.